# Discocytis
Discocytis är ett släkte av mossdjur. Discocytis ingår i familjen Cytididae.
Kladogram enligt Catalogue of Life:
| Discocytis | \| \| Discocytis californica \| \| \| \| \| \| Discocytis canadensis \| \| \| \| |
|            | \| \| Discocytis californica \| \| \| \| \| \| Discocytis canadensis \| \| \| \| |
|            | Homoeosolen                                                                      |
|            |                                                                                  |
|            | Hypocytis                                                                        |
|            |                                                                                  |
|            | Infundibulipora                                                                  |
|            |                                                                                  |
|            | Sundanella                                                                       |
|            |                                                                                  |
|            | Discocytis californica                                                           |
|            |                                                                                  |
|            | Discocytis canadensis                                                            |
|            |                                                                                  |

|  | Discocytis californica |
|  |                        |
|  | Discocytis canadensis  |
|  |                        |